# پراگرسیو هاوس
پراگرسیو هاوس (انگلیسی: Progressive house) شاخه‌ای از موسیقی هاوس است که اوایل دهه ۱۹۹۰ میلادی در بریتانیا ظهور کرد و پیامد طبیعی سیر «تعالی» (progression) موسیقی هاوس در اروپا و آمریکا بود. موسیقی پراگرسیو هاوس -همچون دیگر گونه‌های پراگرسیو- بر تمایزش با موسیقی هاوسِ استاندارد و عامه‌پسند، و اولویت‌بخشی به شیوه‌های تجربی و نوجویی زیبایی‌شناسانه تأکید دارد.